# Callithomia beronilla
Callithomia beronilla är en fjärilsart som beskrevs av William Chapman Hewitson 1874. Callithomia beronilla ingår i släktet Callithomia och familjen praktfjärilar. Inga underarter finns listade i Catalogue of Life.